# Charles Cooper
Pour les articles homonymes, voir Cooper.
Charles « Tarzan » Cooper, né le  30 août 1907 à Newark dans le Delaware et mort le 19 décembre 1980 à Philadelphie en Pennsylvanie, est un joueur de basket-ball américain.

## Biographie
Après avoir évolué avec la Philadelphia Central High School, Charles Cooper passe professionnel et rejoint les Philadelphia Panthers puis Philadelphia Giants. Il rejoint en 1929 le Renaissance de New York. Cette équipe réalise une série de 88 victoires consécutives entre 1932 et 1933. En 1939, il remporte le World Professional Basketball Tournament. Il remporte une deuxième fois ce titre en 1943, sous les couleurs des Bears de Washington.